# Le Meillard Communal Cemetery
Le Meillard Communal Cemetery is een begraafplaats gelegen in de Franse plaats Le Meillard (Somme). De militaire graven worden onderhouden door de Commonwealth War Graves Commission.
De begraafplaats telt 2 geïdentificeerde Gemenebest graven, waarvan een uit de Eerste Wereldoorlog en een uit de Tweede Wereldoorlog.